# Azalea Place
Azalea Place è il secondo album solista del cantante degli Europe Joey Tempest.
Si differenzia dai precedenti lavori del musicista svedese a causa del marcato influsso della musica americana e del mondo di Nashville.

## Lista delle tracce
1. "The Match" – 3:53 (Joey Tempest / Chris Difford)
2. "If I'd Only Known" – 3:54 (Joey Tempest / Steve Diamond / Richard Dodd)
3. "The One in the Glass" – 3:20 (Joey Tempest / Janet Zuckerman)
4. "Dance for You" – 3:12 (Joey Tempest)
5. "Not Welcome Any More" – 3:53 (Joey Tempest)
6. "Losing You Again" – 4:21 (Joey Tempest / Kent Lavoie)
7. "Revolution of Love" – 4:08 (Joey Tempest)
8. "Better Than Real" – 3:31 (Joey Tempest)
9. "If We Stay Or If We Go" – 4:02 (Joey Tempest / Will Jennings)
10. "In Confidence" – 4:27 (Joey Tempest)
11. "Further from the Truth" – 4:01 (Joey Tempest / Kent Lavoie)
12. "Lucky" – 4:29 (Joey Tempest)

## Formazione
- Joey Tempest – voce, chitarra acustica
- Siobhan Maher – voce in "Revolution of Love"
- Reggie Young, Staffan Astner – chitarre
- Tony Harrell – tastiere
- Greg Morrow, Tom Harding, Craig Crampf, Brian Barnett – percussioni